# Fafertin
Fafertin nebo Fafirtin je vesnice v severozápadní Sýrii, která se nachází v oblasti Džebel Sem'an. Vesnice byla založena ve 4. století n. l. a v roce 2011 byla zapsána na seznam světového dědictví UNESCO jako součást regionu Zaniklých sídel. Jedinou archeologicky významnou stavbou je apsida kostela, jednoho z nejstarších dochovaných křesťanských chrámů na světě. Při sčítání lidu v roce 2004 zde žilo 507 obyvatel.

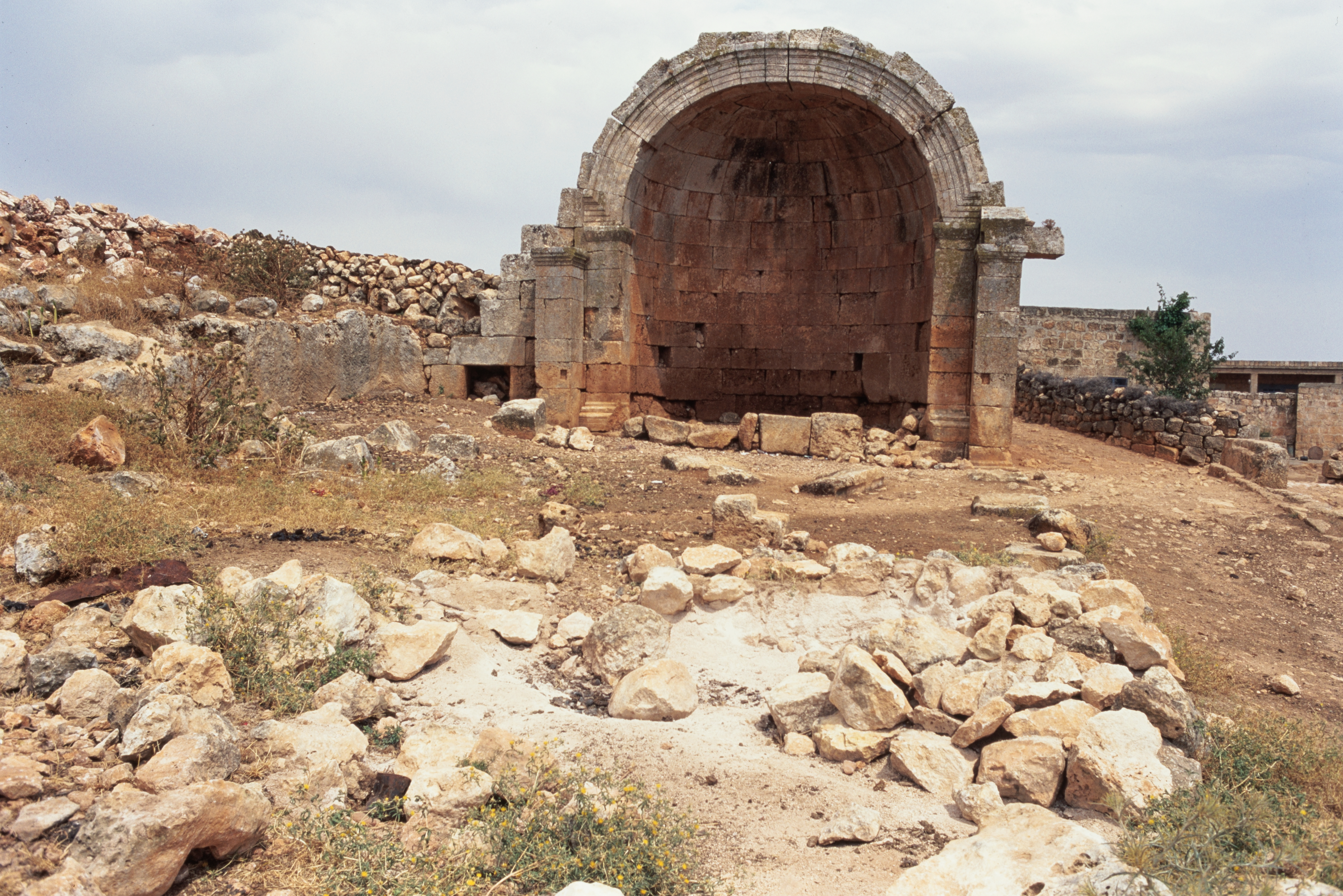
Apsida s diakonikonem

Fafertin se nachází pod hřebenem na východním svahu kopce v centru regionu Džebel Sem'an. V okolí je orná půda a místo je obýváno etnickými Kurdy.

## Ruiny kostela

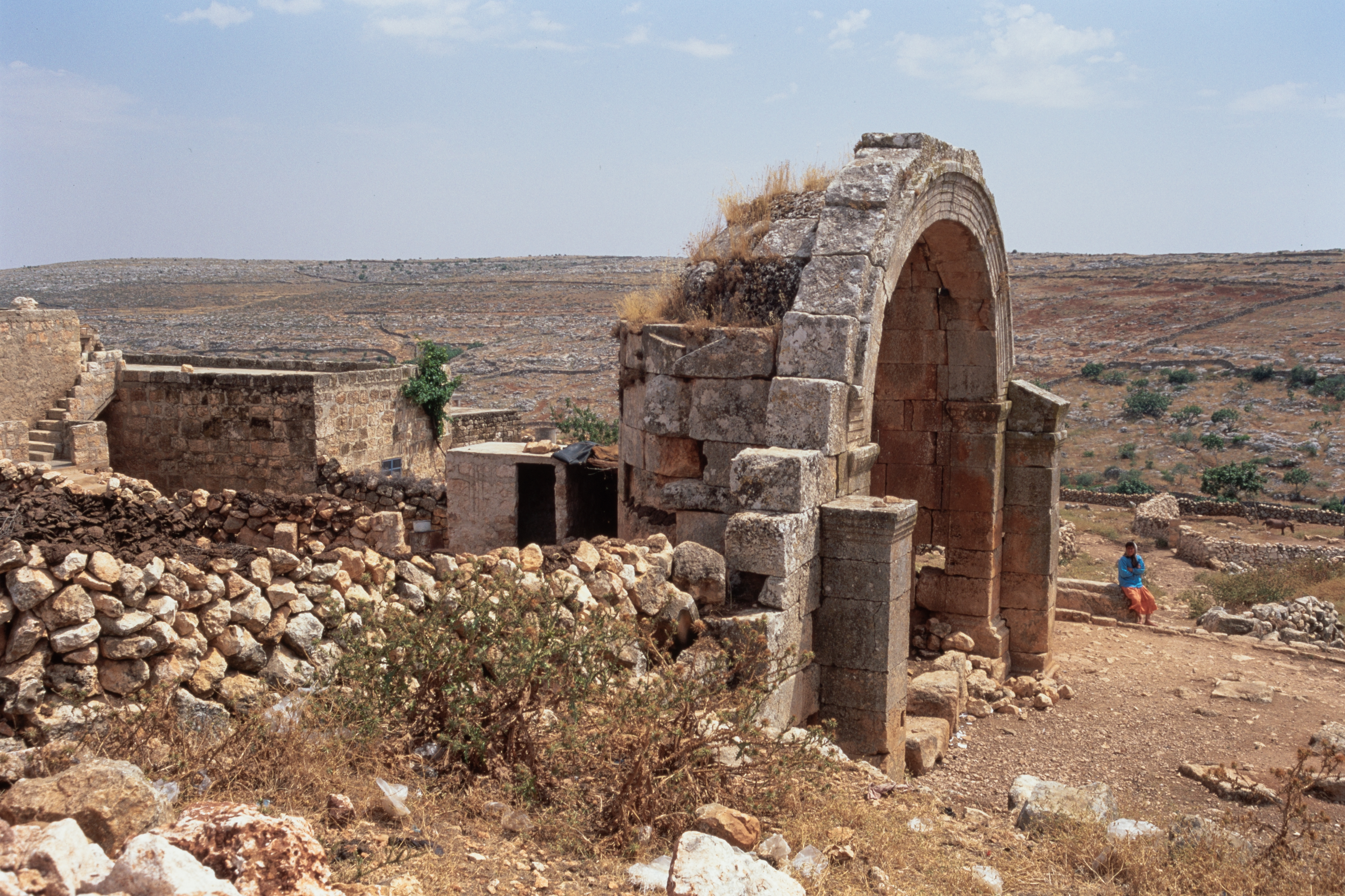
Apsida od severu

Jedinou archeologickou pozoruhodností ve Fafertinu je ruina kostela, jehož apsida se dochovala v dobrém stavu. Pokud nepočítáme domy přestavěné na kostely až později (Dura Európos, Kirkbize), jde o nejstarší dochovanou kostelní stavbu v Sýrii a pochází z roku 372, jak říká nápis nalezený Butlerem na východním překladu vstupu do jižní lodě. Kostel zmapoval H. C. Butler během archeologické expedice Princetonské univerzity v roce 1905, ale od té doby se velká část stavby rozpadla. Na východním konci kostela je dodnes zachován vítězný oblouk se čtyřmi pásy a kruhem se symbolem chi rho ve středu, který zdobí úhelný kámen oblouku. S apsidou sousedily čtvercové boční komory, obě přístupné z lodí. Dveře do severní komory z boční lodi jsou zachovány dodnes. Jižní komora měla také jižní dveře vedoucí ven z kostela. Severní stěna kostela byla v podstatě vysekána z přírodní skály na svahu. Kostel měl loď o sedmi polích, s jedním vchodem na západním konci a dvěma do jižní boční lodi. Sloupové hlavice arkády hlavní lodi měly dórský a toskánský charakter, zatímco vnitřní a vnější vchody spolu s obdélníkovými okny nahoře nebyly zdobené. Z bemy (prostoru pro duchovenstvo), kdysi umístěné ve středu lodi, nezbylo nic.

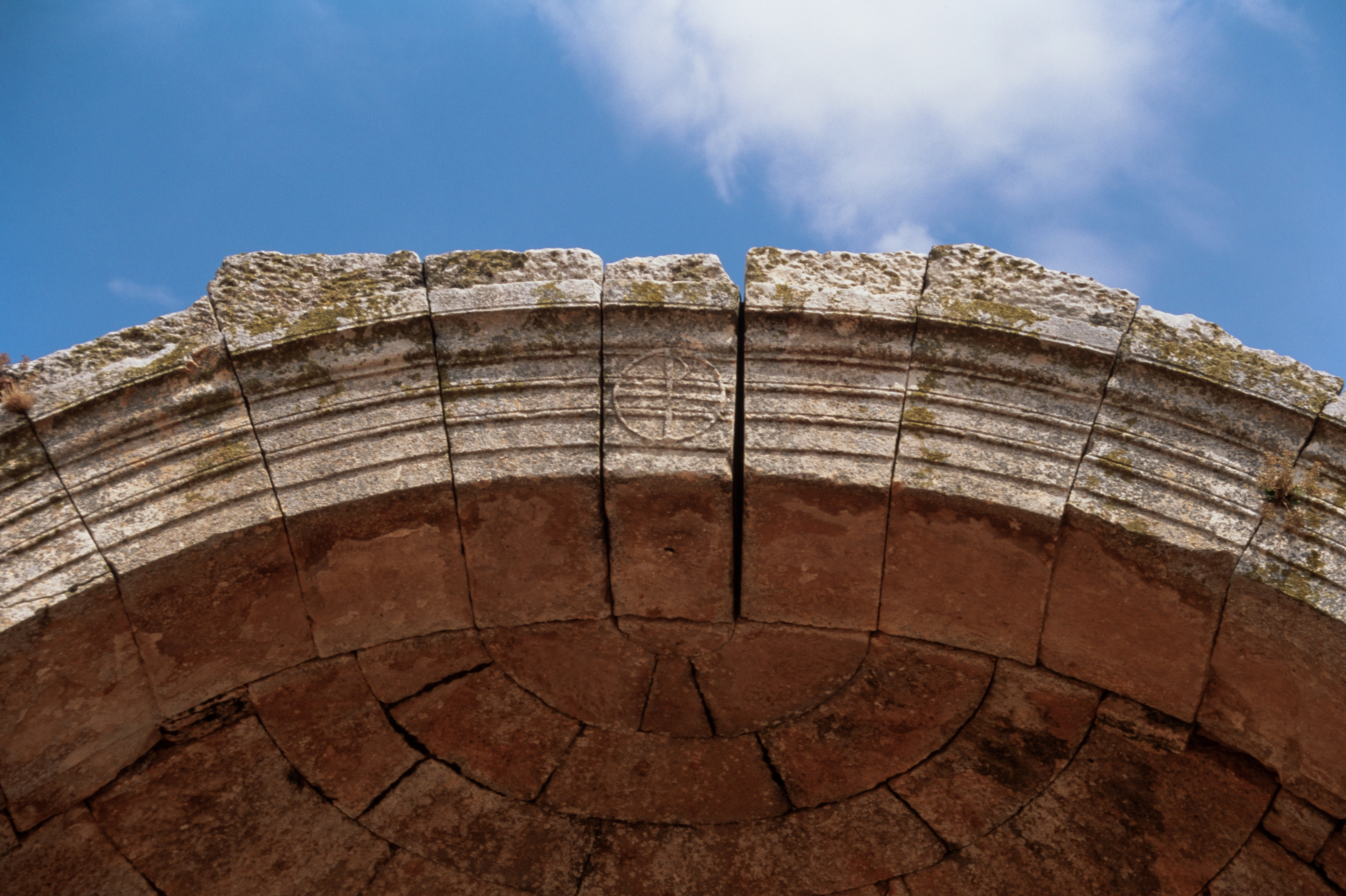
Detail vítězného oblouku